# Margaux Stevins
Margaux Stevins (ca. 1993) is een Belgisch rugbyspeelster.

## Levensloop
Stevins was actief bij onder meer Boitsfort Rugby Club en Rugby Black Star Charleroi en maakt deel uit van de BelSevens, het Belgisch nationaal team in het Rugby Sevens. In januari 2022 maakte ze deel uit van de selectie die Belgische rugbygeschiedenis schreven met de eerste zege op de World Rugby Sevens Series.
Haar zus Héloïse is ook actief in het rugby. 